# صوت الضوضاء (فلم)
صوت الضوضاء (بالإنجليزية:Sound of Noise) فيلم كوميدي فرنسي سويدي عن الجريمة كتبه وأخرجه علا سيمونسون ويوهانس نيلسون ستيارن. يحكي قصة مجموعة من الموسيقيين الذين يقومون بعزف الموسيقى بشكل غير قانوني في مختلف مؤسسات المدينة مما يؤدي إلى حدوث حالة رعب بين السكان.
الفيلم هو عبارة عن تتمة للفيلم القصير "Music for One Apartment and Six Drummers" الذي أنتج عام 2001، وشارك فيه نفس الممثلين وله نفس القصة أيضا.

## روابط خارجية
- صوت الضوضاء على موقع IMDb (الإنجليزية)
- صوت الضوضاء على موقع ميتاكريتيك (الإنجليزية)
- صوت الضوضاء على موقع روتن توميتوز (الإنجليزية)
- صوت الضوضاء على موقع نتفليكس (الإنجليزية)
- صوت الضوضاء على موقع قاعدة بيانات الأفلام العربية
- صوت الضوضاء على موقع ألو سيني (الفرنسية)
- صوت الضوضاء على موقع Turner Classic Movies (الإنجليزية)
- صوت الضوضاء على موقع أول موفي (الإنجليزية)
- صوت الضوضاء على موقع بوكس أوفيس موجو (الإنجليزية)
- صوت الضوضاء على موقع فيلمافينيتي (الإسبانية)